# Kattrin Jadin
Kattrin Jadin (ur. 1 lipca 1980 w Liège) – belgijska polityk ze wspólnoty niemieckojęzycznej, parlamentarzystka, przewodnicząca Partii na rzecz Wolności i Postępu.

## Życiorys
W 1998 zdała egzamin maturalny. Studiowała nauki polityczne i stosunki międzynarodowe na Uniwersytecie w Liège. Od 2001 działała w młodzieżówce liberalnej. W latach 2003–2007 pracowała w gabinecie politycznym ministra Didiera Reyndersa.
Wybierana na radną Eupen i prowincji Liège, a także do parlamentu wspólnotowego. W 2007 po raz pierwszy została posłanką do Izby Reprezentantów z ramienia federacyjnego Ruchu Reformatorskiego. Z powodzeniem ubiegała się o reelekcję w wyborach krajowych w 2010, 2014 i 2019.
W 2009 objęła przewodnictwo w niemieckojęzycznej regionalnej Partii na rzecz Wolności i Postępu. Partią tą kierowała do 2022. W tym samym roku mianowana w skład Sądu Konstytucyjnego.